# Habenaria lobbii
Habenaria lobbii är en orkidéart som beskrevs av Heinrich Gustav Reichenbach. Habenaria lobbii ingår i släktet Habenaria och familjen orkidéer. Inga underarter finns listade i Catalogue of Life.